# Persavak

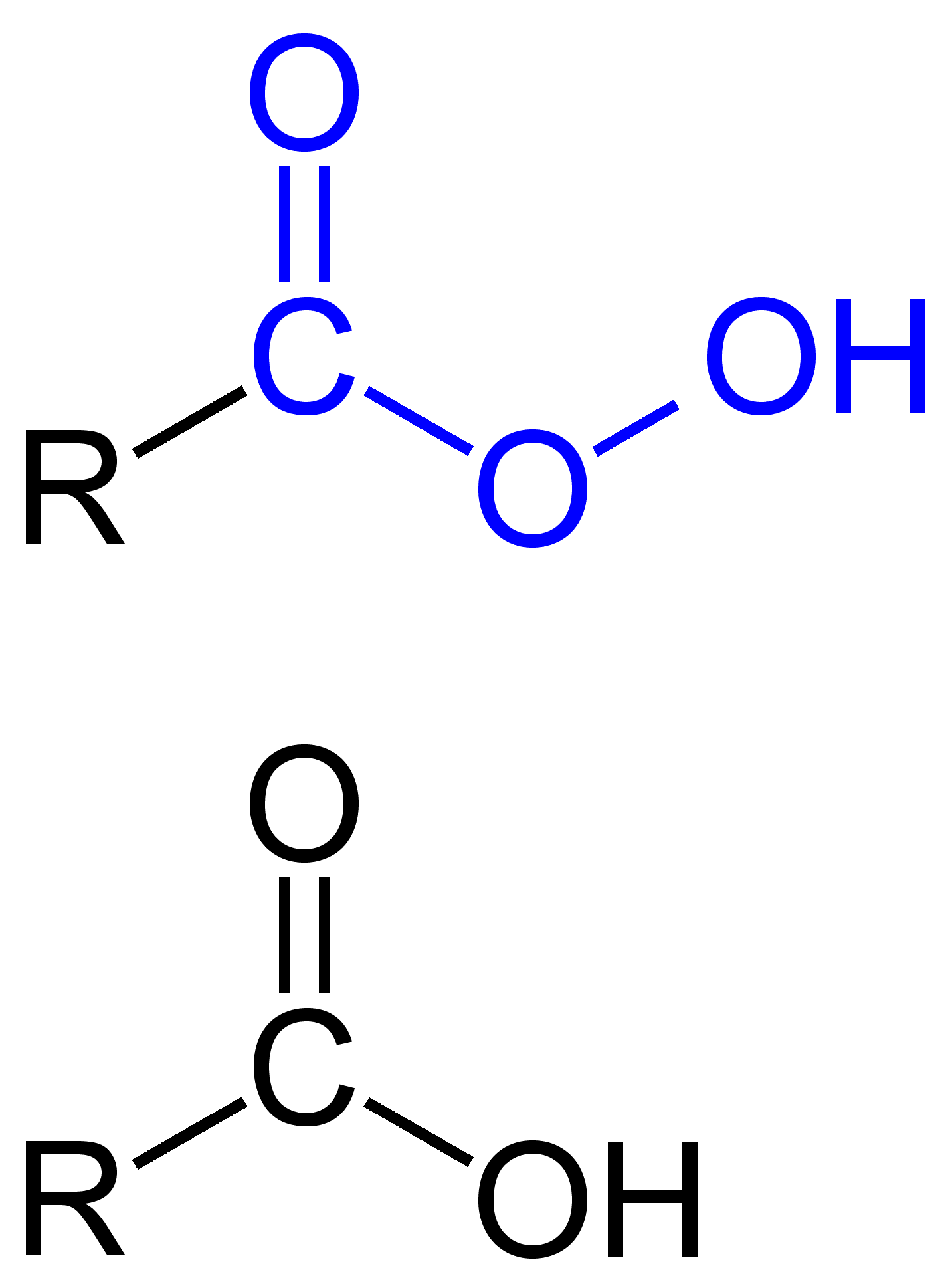
Szerves peroxikarbonsav (felül) és karbonsav (alul) általános képletének összehasonlítása

A persavak savas –OOH csoportot tartalmazó vegyületek. Két fő osztályuk a peroxosavak, amelyek szervetlen ásványi savak – főleg kénsav – származékai, illetve a peroxikarbonsavak, melyek a szerves karbonsavak peroxiszármazékai. Általában erős oxidálószerek.

## Szervetlen peroxosavak
A peroxo-monokénsav (Caro-féle sav) valószínűleg a legjelentősebb szervetlen persav, legalábbis ami előállításának nagyságát illeti. A cellulózrost fehérítésére, valamint a bányaiparban a cianidok ártalmatlanítására használják. Kénsavból állítják elő hidrogén-peroxidos kezeléssel. A peroxifoszforsavat (H3PO5) is hasonló módon készítik.

## Szerves persavak
Kereskedelmi szempontból több szerves peroxisav is jelentős. Előállításuk többféleképpen történhet, többnyire a megfelelő karbonsavat hidrogén-peroxiddal kezelik:
RCO2H  +  H2O2  ⇌  RCO3H  +  H2O
Hasonló a karbonsav-anhidrid reakciója is:
(RCO)2O  +  H2O2   →   RCO3H  +  RCO2H
Ez az eljárás a gyűrűs anhidridek monoperoxisavvá – ilyen például a monoperoxiftálsav – történő átalakításában vált elterjedtté.

A harmadik eljárás savkloridokból indul ki:
RC(O)Cl  +  H2O2   →   RCO3H  +  HCl
Így állítják elő a meta-klórperbenzoesavat (mCPBA).
Hasonló módszerrel peroxianhidrid kiindulási anyag is használható.
Az aromás aldehidek autooxidációval peroxikarbonsavvá alakíthatók:
Ar−CHO + O2 → Ar−COOOH (Ar = arilcsoport)
A kapott termék azonban az át nem alakult aldehiddel karbonsavat képez:
Ar−COOOH + Ar−CHO → 2 Ar−COOH

### Tulajdonságaik és felhasználásuk
Savasságukat tekintve a peroxikarbonsavak a megfelelő karbonsavhoz képest mintegy 1000-szer gyengébb savak, mivel savmaradék anionjukban nincs lehetőség rezonancia általi stabilizációra. Hasonló okok miatt a pKa értékek viszonylag kevéssé változnak a szubsztituensek hatására.
A szerves peroxisavak legfőbb felhasználása az alkének epoxiddá történő átalakítása, a Prilescsajev-reakció. Másik gyakori reakció a gyűrűs ketonok persavakkal történő átalakítása gyűrűbővítéssel észterré (Baeyer–Villiger-oxidáció). Aminok és tioéterek amin-oxiddá, illetve szulfoxiddá történő oxidálásához is használják őket. Ezekre a reakciókra a jól bevált mCPBA reagens laboratóriumi felhasználása mutat példákat.
Savkloridokkal történő reakciójukban diacil-peroxidok keletkeznek:
RC(O)Cl  +  RC(O)O2H   →   (RC(O))2O2  +  HCl
A peroxidok oxidáló hajlama a szubsztituensek elektronegativitásával függ össze. Az elektrofil peroxidok erősebb oxigénatom átadó ágensek. Az oxigénatom donálására való hajlam az O−H kötés savasságával van összefüggésben. Az oxidáló erősség sorrendje CF3CO3H > CH3CO3H > H2O2.

## Fordítás
Ez a szócikk részben vagy egészben  a   Peroxy acid& című angol Wikipédia-szócikk fordításán alapul.  Az eredeti cikk szerkesztőit annak laptörténete sorolja fel. Ez a jelzés csupán a megfogalmazás eredetét és a szerzői jogokat jelzi, nem szolgál a cikkben szereplő információk forrásmegjelöléseként.